# Dave Bonawits
David Bonawits, detto Dave (...), è un attore, direttore della fotografia, editore e conduttore televisivo statunitense.

## Biografia
Nel 2004, Bonawits ha conseguito un B.A. alla Temple University di Filadelfia, Pennsylvania.

## Carriera
Nel 2011, Bonawits ha diretto il lungometraggio indipendente Pleasant People. Nello stesso anno, il film è stato presentato in anteprima mondiale al Slamdance Film Festival. Nel 2015 ha editato il film Female Pervert. È partner creativo di Jiyoung Lee.
Dal 2014 è conduttore della serie televisiva FishCenter Live al fianco di Andrew Choe, Matt Harrigan e Max Simonet.
Nel 2008, Bonawits e Jiyoung Lee hanno creato la band Antbrain, dove suonano rispettivamente il basso e la chitarra.

## Filmografia

### Attore
- I Remember Dying on Halloween, regia di Eddie Ray (2010)
- Satanic Panic: Band Out of Hell, regia di Eddie Ray (2011)
- Satanic Panic 2: Battle of the Bands, regia di Eddie Ray e Max Fisher (2014)
- FishCenter Live – serie TV (2014-2020)

### Doppiatore
- Tender Touches – serie animata, 25 episodi (2017-2020)
- Gemusetto Machu Picchu – serie animata, 20 episodi (2019-2020)

### Direttore della fotografia
- Pleasant People, regia di Dave Bonawits, Rebecca Cayce e Josh Hall (2008)
- Please Please Pick Up, regia di Casper Kelly (2010)
- Everything Is in Everything, regia di Jiyoung Lee (2010)
- Egg in Pig's Ear, regia di Jiyoung Lee (2011)
- Moral Sleaze, regia di Jiyoung Lee (2013)
- Yoga Bro – serie TV (2014)
- Satanic Panic 2: Battle of the Bands, regia di Eddie Ray e Max Fisher (2014)
- Westbound, regia di Kristin Wright (2014)

### Editore
- Pleasant People, regia di Dave Bonawits, Rebecca Cayce e Josh Hall (2008)
- Please Please Pick Up, regia di Casper Kelly (2010)
- Westbound, regia di Kristin Wright (2014)
- Female Pervert, regia di Jiyoung Lee (2015)